# Rosenda Monteros
Rosa Méndez Leza, coneguda com a Rosenda Monteros (Veracruz, 31 d'agost de 1935 - Ciutat de Mèxic, 29 de desembre de 2018), va ser una actriu mexicana. Va estudiar actuació en l'Acadèmia de Seki Sano i fou reconeguda en el teatre dramàtic nacional. És recordada pel seu paper com a Petra a la pel·lícula estatunidenca Els set magnífics.

## Biografia
Va realitzar una extensa carrera artística, al llarg dels més de seixanta anys de dedicació al cinema, al teatre i a la televisió. Es va iniciar en el cinema mexicà en la pel·lícula Llévame en tus brazos el 1953, després va treballar en el teatre i la televisió. Es va casar amb el director Julio Bracho el 1955, però es van divorciar el 1957. A més d'actriu era ballarina. El nom d'aquesta extraordinària primera actriu està escrit amb lletres d'or en la història del cinema, la televisió i el teatre mexicà.
En l'àmbit teatral, va pertànyer a la Companyia Nacional de Teatre de Mèxic (2008-2012), sent reconeguda com a actriu emèrita.

### Mort
Va morir el 29 de desembre de 2018 als 83 anys. No s'ha notificat la causa de la seva mort.

## Premis
Li va ser atorgat el reconeixement de l'Associació Mexicana de Crítics de Teatre pel rècord de 263 funcions de teatre el 1990 i el premi com a Millor Actriu en Teatre Clàssic del Segle d'Or de la mateixa associació en 2003.

## Filmografia

### Telenovel·les
- El amor no es como lo pintan (2000) .... María Elena Ramírez
- Cuando los hijos se van (1983) .... Tía Elvira
- La madre (1980) .... Sashenka
- Vamos juntos (1979) .... Otilia
- Santa (1978)
- Los miserables (1973) .... Sor Simplicia
- Mi primer amor (1973)... Juana
- Lucía Sombra (1971) .... Matilde Guerrero
- La sonrisa del diablo (1970) .... Leonor
- El espejismo brillaba (1966)
- Cuidado con el ángel (1960)

### Pel·lícules
- Guns for Hire: The Making of 'The Magnificent Seven' (2000) .... Ella mateixa
- La casa de Bernarda Alba (1982), de Gustavo Alatriste.... Martirio
- Winnetou le mescalero (1980) .... Hehaka Win
- Rapiña (1975)
- Los perros de Dios (1973)
- El coleccionista de cadáveres (1970) .... Valerie
- Flash 23 (1968) .... Ella misma
- ¡Dame un poco de amooor...! (1968)
- The Face of Eve (1968) .... Conchita
- Un extraño en la casa (1967)
- Savage Pampas (1966) .... Rucu
- Ninette y un señor de Murcia (1965)
- She (1965) .... Ustane
- The Mighty Jungle (1964) .... Orica
- Les indiens (1964) .... Wany
- Tiara Tahiti (1962) .... Belle Annie
- Los cuervos (1962)
- Els set magnífics (1960) .... Petra
- La ciudad sagrada (1959)
- El esqueleto de la señora Morales (1959)
- Nazarín (1958) .... Prieta
- Sábado negro (1958)
- Villa! (1958) .... Mariana Villa, germana de Pancho
- El diario de mi madre (1957) .... Enedina
- Feliz año, amor mío (1957)
- A Woman's Devotion (1956) .... María
- María la Voz (1954) .... Isabel
- The White Orchid (1954) .... Lupita
- Llévame en tus brazos (1953) .... Marta, germana de Rita